# Hajkou Mejlan nemzetközi repülőtér
A Hajkou Mejlan nemzetközi repülőtér (IATA: HAK, ICAO: ZJHK) nemzetközi repülőtér Kínában, Hajkou közelében. 2018-as utasforgalma alapján Ázsia 42. legforgalmasabb repülőtere. Éves utasforgalma 11 162 161 fő (2022). Üzemeltetője a Hainan Meilan International Airport Company Limited.

## Futópályák
A repülőtér futópályái: 

## Forgalom
Az utasforgalom az elmúlt években az alábbi módon változott:
| Utasok száma | 4 362 743 | 5 600 511 | 7 027 397 | 7 265 349 | 8 773 771 | 10 696 585 | 16 167 004 | 22 584 815 | 16 490 216 | 11 162 161 |
|              | 2000      | 2002      | 2005      | 2007      | 2010      | 2012       | 2015       | 2017       | 2020       | 2022       |